# Alois Reicht
Alois Reicht (* 25. April 1928 in Trautmannsdorf; † 4. November 2022 in Gralla) war ein österreichischer Politiker (SPÖ) und Postbeamter. Reicht war von 1979 bis 1988 Abgeordneter zum Nationalrat.
Reicht absolvierte die Pflichtschule und trat 1943 in den Dienst der Deutschen Reichspost. Er war von 1946 bis 1947 beim Telegraphenbaudienst Bad Radkersburg eingesetzt und arbeitete danach bis 1956 für das Telegraphenamt in Graz. 1956 wechselte er in den Postdienst bei der Post- und Telegraphenverwaltung, legte die Beamtenmatura ab und wurde zum Berufstitel Regierungsrat ernannt. Reicht engagierte sich neben seinem Beruf in der Gewerkschaft und wurde 1965 Mitglied des Vorstandes der Gewerkschaft der Post- und Fernmeldebediensteten. Er wurde 1967 Obmann des Personalausschusses der Post- und Telegraphenbediensteten der Steiermark und vertrat die SPÖ zwischen 1970 und 1974 als Abgeordneter zum Steiermärkischen Landtag. Danach war Reicht zwischen dem 8. Oktober 1979 und dem 25. November 1988 Abgeordneter zum Nationalrat.